# Boedo
Boedo è uno dei 48 barrios della città di Buenos Aires e rientra nel comune 5, una delle 15 unità amministrative in cui è suddivisa la capitale argentina.
Il nome deriva da Mariano Boedo, cui è intitolato il viale principale del quartiere, politico che ricoprì un ruolo centrale nella Dichiarazione d'indipendenza dell'Argentina e che fu sindaco della città nel 1817.

## Geografia
Boedo - delimitato da Avenida Independencia, Sánchez de Loria, Avenida Caseros e Avenida La Plata - confina a nord con il quartiere di Almagro, a est con San Cristóbal e Parque Patricios, con Nueva Pompeya a sud, a ovest con Parque Chacabuco e Caballito.

## Storia
Il territorio che si sviluppa attorno ad Avellanda Boedo, originariamente semirurale, fu incorporato nell'area metropolitana di Buenos Aires a partire dal 1882.
Boedo divenne un quartiere cittadino, con denominazione e limiti definiti, nel 1972: in precedenza lo spazio del barrio era suddividiso tra i confinanti quartieri di Almagro, San Cristóbal e Parque Patricios. 
Nel 1920 alcuni scrittori argentini e uruguaiani diedero vita al gruppo Boedo, una corrente artistica d'avanguardia, riunendosi nei locali del Café El Japonés. Noto è anche l'Esquina Homero Manzi, un locale che ospita numerosi festival di tango.

## Infrastrutture e trasporti
Il quartiere è servito da numerose linee di autobus e dalla linea E della metropolitana di Buenos Aires, in particolare dalle stazioni di Boedo e Avenida La Plata. 

## Sport
Nel quartiere ha sede il Club Atlético San Lorenzo de Almagro, squadra militante nella massima divisione nazionale e vincitrice di 15 campionati argentini.